# Tilde Addenbrooke
Tilde Maria Vivienne Addenbrooke, född Engdahl 12 april 1992 i Askeby församling i Östergötlands län, är en svensk hjälparbetare. 
Efter Rysslands invasion av Ukraina 2022 åkte hon till Ukraina för att arbeta som hjälparbetare. Inledningsvis utgick insatserna från Lviv, och omfattade orter som Gammalsvenskby.
Addenbrooke har arbetat för organisationen Operation Aid, och under 2023 var hon anställd av den svenska hjälporganisationen Blågula Bilen. Sedan januari 2023 arbetar hon för organisationen Quartermaster for Ukraine.[källa behövs]
Hennes arbete uppmärksammades 2022 och 2023 i flera nyhetsmedier, däribland Dagens Nyheter, Sveriges Radio, SVT  och TV4. I samband med Internationella Kvinnodagen 2023 fick hon plats 14 av 100 på Expressens lista över Årets kvinnor.
Den 17 juli 2023 var hon sommarpratare i Sommar i P1.
I februari 2024 porträtterades hon och fem andra svenskar i Ukraina i dokumentären Svenskarna i Ukraina, i SVT.